# Kim zəngin olmaq istəyir? Milyonların Şousu
Kim zəngin olmaq istəyir? Milyonların Şousu (Ai muốn trở nên giàu có? Chương trình triệu phú) là phiên bản Azerbaijan của Who Wants to Be a Millionaire?. Chương trình bắt đầu phát sóng vào ngày 3 tháng 10 năm 2021 và được dẫn chương trình bởi DJ Fateh. Phiên bản Azerbaijan đầu tiên bắt đầu vào ngày 9 tháng 8 năm 2002 đến năm 2007 và được gọi là Milyonçu. Dövlətli olmaq istərdinmi? (Triệu phú. Bạn có muốn trở nên giàu có?) và dẫn chương trình là İlhamiyyə Rzayeva và Azər Şabanov. 

## Quyền trợ giúp
- Hỏi ý kiến khán giả (Zalın köməyi): Nếu bất kỳ thí sinh nào sử dụng quyền này, người dẫn chương trình sẽ đọc lại câu hỏi cho khán giả. Khán giả trường quay sẽ có 10 giây để trả lời câu hỏi. Khán giả sử dụng phím bấm để đưa ra câu trả lời mà họ tin là đúng. Sau khi khán giả lựa chọn xong, lựa chọn của họ sẽ được hiển thị cho thí sinh theo tỷ lệ phần trăm ở định dạng biểu đồ thanh và cũng được hiển thị trên màn hình điều khiển của người dẫn chương trình và thí sinh, cũng như người xem truyền hình.
- 50:50 (50 50-yə): Nếu thí sinh sử dụng quyền này, người dẫn chương trình sẽ yêu cầu máy tính loại bỏ hai câu trả lời sai. Điều này để lại một câu trả lời đúng và một câu trả lời sai. Điều này sẽ giúp một thí sinh có 50% cơ hội trả lời câu trả lời đúng.
- Gọi điện thoại cho người thân (Dosta zəng): Nếu thí sinh sử dụng quyền này, họ được phép gọi cho một trong ba người bạn đã được sắp xếp trước, tất cả đều phải cung cấp số điện thoại của họ trước. Người dẫn chương trình thường bắt đầu bằng cách nói chuyện với bạn của thí sinh và giới thiệu người ấy với người xem. Sau phần giới thiệu, người dẫn chương trình sẽ trao cuộc điện thoại cho thí sinh, sau đó sẽ có 30 giây để hỏi và trả lời..

## Thang tiền

### 2002-2006 (với Manat cũ)
| Câu hỏi | Giá trị       | Dừng cuộc chơi | Trả lời sai | Số tiền mất đi |
| ------- | ------------- | -------------- | ----------- | -------------- |
| 15      | ₼ 100.000.000 | ₼ 50.000.000   | ₼ 3.200.000 | ₼ 46.800.000   |
| 14      | ₼ 50.000.000  | ₼ 25.000.000   | ₼ 3.200.000 | ₼ 21.800.000   |
| 13      | ₼ 25.000.000  | ₼ 12.500.000   | ₼ 3.200.000 | ₼ 9.300.000    |
| 12      | ₼ 12.500.000  | ₼ 6.400.000    | ₼ 3.200.000 | ₼ 3.200.000    |
| 11      | ₼ 6.400.000   | ₼ 3.200.000    | ₼ 3.200.000 | ₼ 0            |
| 10      | ₼ 3.200.000   | ₼ 1.600.000    | ₼ 100.000   | ₼ 1.500.000    |
| 9       | ₼ 1.600.000   | ₼ 800.000      | ₼ 100.000   | ₼ 700.000      |
| số 8    | ₼ 800.000     | ₼ 400.000      | ₼ 100.000   | ₼ 300.000      |
| 7       | ₼ 400.000     | ₼ 200.000      | ₼ 100.000   | ₼ 100.000      |
| 6       | ₼ 200.000     | ₼ 100.000      | ₼ 100.000   | ₼ 0            |
| 5       | ₼ 100.000     | ₼ 50.000       | ₼ 0         | ₼ 50.000       |
| 4       | ₼ 50.000      | ₼ 30.000       | ₼ 0         | ₼ 30.000       |
| 3       | ₼ 30.000      | ₼ 20.000       | ₼ 0         | ₼ 20.000       |
| 2       | ₼ 20.000      | ₼ 10.000       | ₼ 0         | ₼ 10.000       |
| 1       | ₼ 10.000      | ₼ 0            | ₼ 0         | ₼ 0            |

### 2007 (với Manat mới)
Đơn vị tiền tệ Azerbaijan, manat, được định giá lại theo tỷ lệ 1 manat mới tương ứng với 5.000 manat cũ. Do đó, giải thưởng cao nhất mới là 20.000 manat mới tương đương với giải thưởng cao nhất là 100.000.000 manat cũ.
| Câu hỏi | Giá trị  | Dừng cuộc chơi | Số tiền mất đi |
| ------- | -------- | -------------- | -------------- |
| 15      | ₼ 20.000 | ₼ 10.000       | ₼ 640          |
| 14      | ₼ 10.000 | ₼ 5.000        | ₼ 640          |
| 13      | ₼ 5.000  | ₼ 2.500        | ₼ 640          |
| 12      | ₼ 2.500  | ₼ 1.280        | ₼ 640          |
| 11      | ₼ 1.280  | ₼ 640          | ₼ 640          |
| 10      | ₼ 640    | ₼ 320          | ₼ 20           |
| 9       | ₼ 320    | ₼ 160          | ₼ 20           |
| số 8    | ₼ 160    | ₼ 80           | ₼ 20           |
| 7       | ₼ 80     | ₼ 40           | ₼ 20           |
| 6       | ₼ 40     | ₼ 20           | ₼ 20           |
| 5       | ₼ 20     | ₼ 10           | ₼ 0            |
| 4       | ₼ 10     | ₼ 6            | ₼ 0            |
| 3       | ₼ 6      | ₼ 4            | ₼ 0            |
| 2       | ₼ 4      | ₼ 2            | ₼ 0            |
| 1       | ₼ 2      | ₼ 0            | ₼ 0            |

### 2021-nay (với Manat mới)
| Câu hỏi | Giá trị   | Dừng cuộc chơi | Trả lời sai | Số tiền bị mất đi |
| ------- | --------- | -------------- | ----------- | ----------------- |
| 15      | ₼ 100.000 | ₼ 25.000       | ₼ 200       | ₼ 24.800          |
| 14      | ₼ 25.000  | ₼ 16,000       | ₼ 200       | ₼ 15.800          |
| 13      | ₼ 16,000  | ₼ 8.000        | ₼ 200       | ₼ 7.800           |
| 12      | ₼ 8.000   | ₼ 5.000        | ₼ 200       | ₼ 4.800           |
| 11      | ₼ 5.000   | ₼ 3.000        | ₼ 200       | ₼ 2.800           |
| 10      | ₼ 3.000   | ₼ 1.500        | ₼ 200       | ₼ 1.300           |
| 9       | ₼ 1.500   | ₼ 750          | ₼ 200       | ₼ 550             |
| số 8    | ₼ 750     | ₼ 500          | ₼ 200       | ₼ 200             |
| 7       | ₼ 500     | ₼ 300          | ₼ 200       | ₼ 100             |
| 6       | ₼ 300     | ₼ 200          | ₼ 200       | ₼ 0               |
| 5       | ₼ 200     | ₼ 100          | ₼ 0         | ₼ 100             |
| 4       | ₼ 100     | ₼ 50           | ₼ 0         | ₼ 50              |
| 3       | ₼ 50      | ₼ 20           | ₼ 0         | ₼ 20              |
| 2       | ₼ 20      | ₼ 10           | ₼ 0         | ₼ 10              |
| 1       | ₼ 10      | ₼ 0            | ₼ 0         | ₼ 0               |

## Người chiến thắng (Manat cũ)

### ₼ 50.000.000
- Qasımova Aynur Davud qızı (tập 70, 2003)

### ₼ 25.000.000
- Əzimov Fikrət İbrahim oğlu (tập 91, 2003)
- Sevda Seyidova (2004)
- Nəbi Quliyev (ngày 26 tháng 11 năm 2004)

### ₼ 12.500.000
- Əsgərov Kamil Səfi oğlu (tập 19, 2002)
- Hüseyn Ülvi Cəmil oğlu (tập 21, 2002)
- Abışov Elçin Zakir oğlu (tập 31, 2003)
- Aygün Abdullayeva İsa qızı (tập 67, 2003)
- Xəlilov Ehtiram Sadıq (? )
- Mustafayev Nizami Camal (? )
- Salmanov Salman Elxan (? )
- İsmayilov Vüqar Rahib (? )
- Ağadıyev Elçin Hacıağa (? )
- Ramil Qaracayev (ngày 25 tháng 8 năm 2006) [11]

### ₼ 6.400.000
- Məmmədova Dilarə Həmidulla qızı (tập 13, 2002)
- Abdullayev Elşad Mais oqlu (tập 32, 2003)
- İsqəndərov Zahid Ağalar oqlu (tập 37, 2003)
- Quliyeva Bilqeyis Baxhəli qızı (tập 49, 2003)
- Haqverdiyeva Sitarə Ümüd qızı (tập 52, 2003)
- Koroğluyev Mehman Əhəd oqlu (tập 54, 2003)
- Məmmədov Mübariz Cəmşid oqlu (tập 59, 2003)
- Abdullayev İlham İmran oğlu (tập 79, 2003)
- Nəzərova Xanımana Fərman qızı (tập 83, 2003)
- Pənahov Yunus Firuz oğlu (tập 86, 2003)
- Mahmudov Zaur Sabir oğlu (tập 87, 2003)
- Əhmədov Ramal Nürəddin oğlu (tập 92, 2003)
- Hikmet Verdiyev (tháng 11 năm 2007)

### ₼ 3.200.000
- Hüseynov Vahid Şirvan oqlu (tập 8, 2002)
- Eminov Emin Rafiq oqlu (tập 10, 2002)
- Sadıqov Ramil Hüseünəli oqlu (tập 22, 2002–2003)
- Cəfərli Mübariz Tofiq oqlu (tập 24, 2002–2003)
- İbrahimova İradə Rza qızı (tập 26, 2002–2003)
- Abbaslı Namiq Rasim oqlu (tập 29, 2003)
- Allahverdiyev Bayram Hacıbağır oqlu (tập 33, 2003)
- Eminova Vəfa Baxış qızı (tập 33, 2003)
- Məhərrəmov İmran Məhərrəm oqlu (tập 41, 2003)
- Mustafayev Taleh Mais oqlu (tập 51, 2003)
- Həsənov Anar Qələndər oqlu (tập 53, 2003)
- Əhmədov Elton Hilal oqlu (tập 55, 2003)
- Quliyev Rövşən Kamal oqlu (tập 58, 2003)
- Baxşəliyev Zaur Lətif oqlu (tập 62, 2003)
- Rüzqar Hüseynov Mirzə oqlu (tập 65, 2003)
- Əfəndiyeva Şəfa Veysəl qızı (tập 68, 2003)
- Haciverdiyev Aydın Vaqif (tập 69, 2003)
- Ağamirov Vasif (tập 40, 2003)
- Babayeva Kamilə (tập 40, 2003)
- Tağıyev Oqtay Neftun (tập 71, 2003)
- Hacıağa Hacıyev Habil (tập 73, 2003)
- Kərəm Məmmədov Hətəm oğlu (tập 75, 2003)
- Ağamir Babayev Mir Əyyub oğlu (tập 76, 2003)
- Taleh Məmmədov İmanəli oğlu (tập 78, 2003)
- Fərman Fərmanov Əliyulla oğlu (tập 82, 2003)
- Kamran Əliyev Əliqulu oğlu (tập 84, 2003)
- Məmmədov Qəhrəman Məşdi oğlu (tập 85, 2003)
- Şəkərov Ramil Fikrət oğlu (tập 88, 2003)
- Abzərov Fərid İskəndər oğlu (tập 89, 2003)
- Süleymanov Elçin Hətəm oğlu (tập 90, 2003)
- Şəkərov Qəhraman Fikrət (tập 88, 2003)
- Abzərov Fərid İskəndər (tập 89, 2003)
- Süleymanov Glçin Hətəm (tập 90, 2003)
- Dadaşov Murad (ngày 30 tháng 1 năm 2004)
- İsmaylov Ceyhun (ngày 30 tháng 1 năm 2004)
- Yaqubov Ayaz Nəsir (tập 96, 2004)
- Ağayev Eldar Əhəd (tập 98, 2004)
- Qədirov Arzu Arif (tập 100, 2004)
- Əhmədova Vəfa Eldar (tập 107, 2004)
- Aliyev Ruslan Nizami (tập 110, 2004)
- Məmədov Pərviz Sani (tập 115, 2004)
- Osmanova Aytəkin Adil (tập 118, 2004)
- Əsqərli Elnur Knyaz (tập 119, 2004)
- Namazov Fuad Kamal (tập 119, 2004)

### ₼ 800.000
- Taleh Məmmədov İmanəli oğlu (tập 58, 2003)

### ₼ 200.000
- Rafiq Xamiyev (200? )

### ₼ 100.000
- Ədalət Shükurov (ngày 30 tháng 1 năm 2004)
- Toğrul Abbasov (ngày 25 tháng 8 năm 2006) [12]

### ₼ 0
- Nizam Qəmbərli (2002)
- ? (200? )

### Không rõ số tiền
- Vaqif Cəfərov - ít nhất 100.000 yên (2002)
- Kamran Məmmədov - ít nhất là ₼ 0 (tập 31, 2003)
- Kəmalə Qasımova - ít nhất là ₼ 0 (tập 31, 2003)
- Nailə Rəsulova - ít nhất ₼ 0 (tập 88, 2003)
- Paşa Quliyev - ít nhất 100.000 yên (2004)
- Anar Vəliyev - ít nhất là ₼ 0 (tháng 11 năm 2007)